# Масленников, Михаил Альбертович
Михаил Альбертович Масленников (20 февраля 1957, Владивосток, СССР — 26 ноября 2019, Московская область, Россия) — советский и российский кинорежиссёр и сценарист.

## Биография
Михаил Масленников родился 20 февраля 1957 года во Владивостоке, в семье кинорежиссёра-документалиста Альберта Масленникова и театральной актрисы Антонины Гончаровой.
В 1979 году окончил Дальневосточный институт искусств по специальности «актёр драматического театра и кино».
Член Гильдии кинорежиссёров России, член Союза кинематографистов России с 1994 года. Участник и лауреат ряда международных кинофестивалей. 
Автор и режиссёр около 30 документальных, научно-популярных и игровых кинофильмов, большого числа телевизионных проектов.

## Избранная фильмография
- 1986 — Диссертация лесничего Катибы (документальный)
- 1988 — Любителям рыбных блюд (научно-популярный)
- 1989 — Вас обслужить? (научно-популярный)
- 1989 — Рокеры (научно-популярный)
- 1989 — Настоящий мужчина (научно-популярный)
- 1990 — Ростсельмаш — вчера, сегодня, завтра… (научно-популярный)
- 1990 — Третий лагерь (документальный)
- 1990 —Здравствуй, Страна Героев! (документальный)[комментарий 1]
- 1991 — Запрещенная репродукция (документальный)
- 1992 — Наказание без преступления (игровой)
- 1992 — Дождь идёт (игровой) - Международный Московский Фестиваль фильмов для детей и юношества Р. Быкова
- 1992 — У-шу (научно-популярный)
- 1992 — У-шу 2 (научно-популярный)
- 1992 — Да не оскудеет рука дающего!.. (документальный)
- 1993 — Город у Лукоморья (документальный)
- 1994 — Они живут на Таймыре (документальный)
- 1994 — Нганасаны (документальный)
- 1994 — Цвета времен. Тувинские рассказы (документальный)
- 1995 — Цыганское счастье (документальный)
- 1996 — Золото Кузбасса (документальный)
- 1999 — Космос. Дорога в третье тысячелетие (документальный)
- 2003 – Там, где начинается Лукоморье (научно-публицистический цикл из семи фильмов)
- 2007 — Энергетика будущего (научно-публицистический цикл из шести фильмов)
- 2007 — Старик и небо (полнометражный документальный) по сценарию Ал. Анненского (Специальный приз Международного фестиваля военного кино им. Озерова) ]
- 2009 — Женщина, которая умеет любить (документальный)
- 2011 — Весь мир пополам (худож. публицистика, п/м)